# 索尼·宾恩

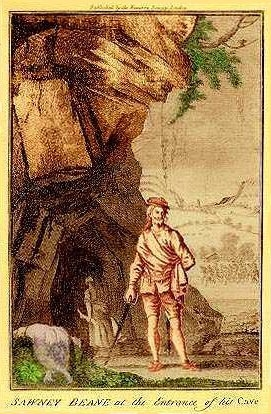
索尼·宾恩站在他的洞口，后面有一名手拿被肢解的人腿的妇女。

亚历山大·索尼·宾恩（Alexander "Sawney" Bean）也作沙林·比恩，被认为是苏格兰13～16世纪期间一个拥有48名成员家族的首领，传说其家族因犯下了谋杀和食人的罪行被处死。索尼·宾恩的故事最早出现于伦敦纽盖特监狱的日志《纽盖特记事》（The Newgate Calendar）
传说索尼·宾恩性格粗暴且懒散，成年后与一名据说会巫术的女子一起在海边的一个洞穴居住，两人一起生育很多子女，子女之间又近亲乱伦，形成一个庞大的家族。整个家族依靠抢劫过往旅人、并食用被害人的尸体为生。后来因一次抢劫失败被发现，整个家族被逮捕处死。